# 沙耶
沙耶（さや、1988年8月19日 - ）は、日本の元女子プロレスラー。本名：黒川 沙耶（くろかわ さや）。

## 所属
- JWP女子プロレス（2009年 - 2011年）
- フリーランス（2011年）
- REINA女子プロレス（2011年 -　2012年）
- フリーランス（2012年）
- ワールド女子プロレス・ディアナ（2012年）

## 来歴・戦歴
2009年
- 10月4日、後楽園ホール大会の対牧場みのり戦でデビュー。JWP女子プロレスにおいてピンキー真由香以来2年ぶりとなる新人デビュー。当時のリングネームは「黒木 千里（くろき せんり）」。

2010年
- 5月2日、板橋グリーンホール大会より「嵐の五番勝負」が始まる。初戦の相手は真琴。
- 5月16日、東京キネマ倶楽部大会にて「嵐の五番勝負」第2戦。OSAKA女子プロレスの新人下野佐和子から初勝利。
- 6月9日、プロレスリングWAVE主催「Catch the WAVE」に出場。
- 7月4日、逆流性食道炎のため欠場。「Catch the WAVE」残り2試合も不戦敗となる。
- 10月31日、道場マッチで復帰も、新人ムーン瑞月に回転エビ固めで初勝利を献上。
- 11月5日、板橋大会でのタッグマッチにてムーンから片エビ固めでリベンジ。JWPジュニア2冠王座次期挑戦者決定トーナメント出場が決まった。
- 11月28日、JWP2冠王座次期挑戦者決定トーナメント1回戦として下野佐和子と対戦も体固めで敗れる。

2011年
- 広田さくらと組んで「JWPタッグリーグ・ザ・ベスト2011」にエントリー。
- 3月1日、この日を以ってJWPを退団。既に出場が決まっているREINA女子プロレスについてはフリーランスとして参戦。
- 4月3日、REINA神栖大会で退団後初試合。
- 6月19日、新木場大会後にREINA入団を直訴し、堀田祐美子スーパーバイザーが入団の条件となる「試練の相手」を考えるとコメント[1]。
- 7月18日、板橋大会でのメイン後の乱闘に突っ込んだ心意気を買われ、REINA正式入団が認められた[2]。
- 8月7日の常陸大宮大会よりリングネームを本名である「沙耶」に改める。

2012年
- 1月15日、シルエタが持つCMLL-REINAインターナショナルジュニア王座に挑むが、敗退。
- 5月14日、REINA解散に伴いフリーランスになるが、堀田祐美子のセコンドの後に6月27日よりワールド女子プロレス・ディアナに入団。
- 7月3日、リングネームを「KURO」に改める。
- 11月30日、怪我のため引退したことを発表[3]。

## テレビ出演
- まほろ駅前番外地 第1話（2013年、テレビ東京）